# Euphorbia inculta
Euphorbia inculta es una especie fanerógama perteneciente a la familia de las euforbiáceas. Es endémica de Somalía.

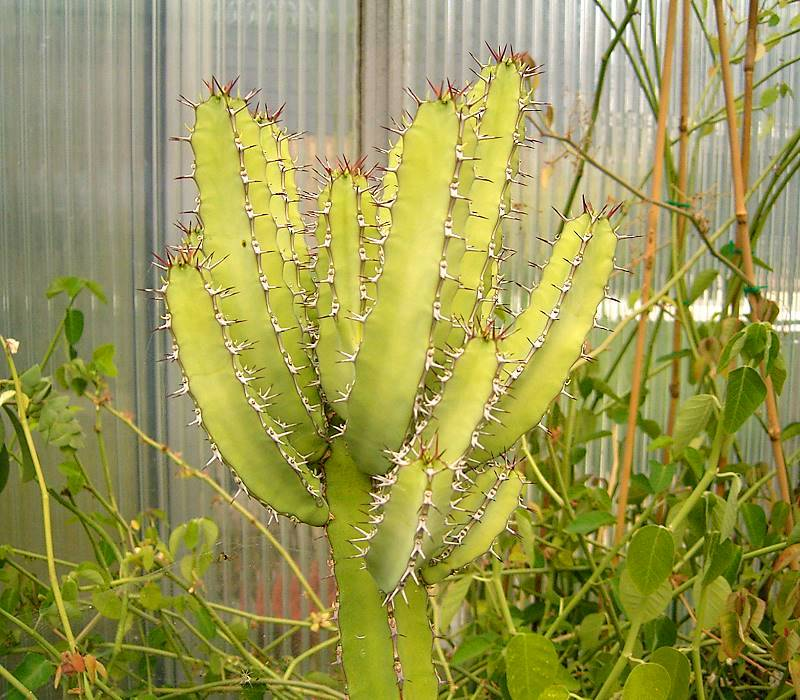
Vista de la planta

## Descripción
Es un arbusto suculento que alcanza un tamaño de 1-2,3 m de altura, densamente ramificado desde la base, ramificado irregularmente; las ramas erecta, 4-5-anguladas, con 1,5-2,5 cm de espesor; ángulos muy superficialmente dentados, con dientes de 6-15 mm de largo.

## Ecología
Se encuentra en las suaves laderas rocosas, con matorrales xerófitos muy abiertos; a una altitud de 300-650 metros.
Pocas veces se ve en el cultivo.
Especie cercana a Euphorbia nigrispina.

## Taxonomía
Euphorbia inculta fue descrita por Peter René Oscar Bally y publicado en Candollea 19: 155. 1964.
Etimología
Euphorbia: nombre genérico que deriva del médico griego del rey Juba II de Mauritania (52 a 50 a. C. - 23), Euphorbus, en su honor – o en alusión a su gran vientre –  ya que usaba médicamente Euphorbia resinifera. En 1753 Carlos Linneo asignó el nombre a todo el género.
inculta: epíteto latino que significa "no adornado".